# Небраска
Небраска (англ. Nebraska, i[nəˈbræskə]) — це штат на великих рівнинах Середнього Заходу Сполучених Штатів. Столиця штату — місто Лінкольн. Його найбільше місто — Омаха, яке розташоване на річці Міссурі.
Небраска стала штатом в 1867 році.
Зимові та літні температури в штаті сильно коливаються протягом року, а сильні грози та торнадо є нормою. Штат характеризується безлісими преріями, що ідеально підходять для випасу худоби, і через це він є одним з основних виробників яловичини, а також свинини, кукурудзи, і сої. Небраска має переважно сільське населення, і вона є 9-м серед найменш населених штатів США.
За етнічною ознакою у штаті абсолютно переважають американські німці. Штат також має найбільшу кількість чеських американців на душу населення серед штатів США.

## Походження назви
Небраска отримала свою назву від архаїчних слів Ñí Brásge мовою чивере, або мовою омаха Ní Btháska, що означає «плоска вода», через річку Платт, яка тече через штат.

## Історія

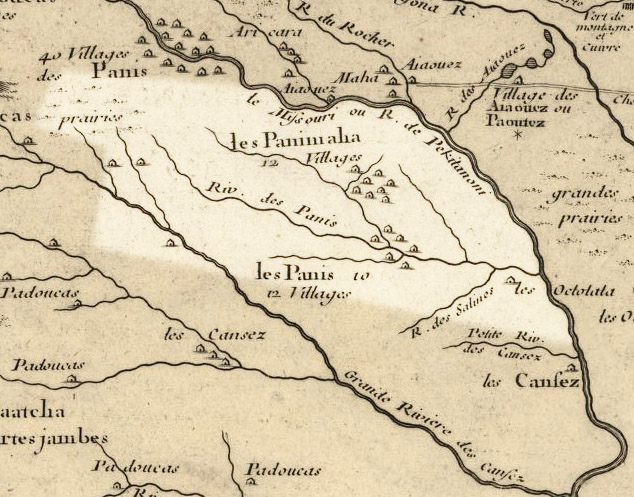
Мапа Небраски французького картографіста Гійома де Лілля з приблизною площею майбутнього штату (1718)

Різні культури корінних народів жили в цьому регіоні по річках протягом тисяч років до європейської колонізації. До історичних індіанських племен, що проживають в штаті Небраска, включені Омаха, Понка, Пауні, Ото, а також частково плем'я Лакота (синонім Сіу).

## Економіка
Великі Рівнини — терен хліборобства (кукурудза, пшениця, ячмінь) і тваринництва. Розвинена м'ясопереробна, машинобудівна промисловість, виробництво добрив. Видобувають нафту, природний газ.
Сільськогосподарська промисловість ослабнула під час Великої Депресії та в результаті наростаючих пилових бур, але під час Другої світової війни там розвинулася воєнна промисловість.

## Мовний склад населення (2010)
| Мови                  | Частка людей старше 5 років, % |
| --------------------- | ------------------------------ |
| Англійська            | 90,45                          |
| Іспанська             | 6,26                           |
| Німецька              | 0,38                           |
| В'єтнамська           | 0,33                           |
| Арабська              | 0,27                           |
| Французька            | 0,23                           |
| Китайська             | 0,18                           |
| Інші африканські мови | 0,17                           |
| Чеська                | 0,15                           |
| Кушитські мови        | 0,12                           |
| інші                  | 1,46                           |

## Особливості
Підніжжя Скелястих гір, притоки Міссурі; Бойа таун для бездомних поруч з Омахою; ранчо Буффало Білл.

## Відомі люди
Фред Естер, Вільям Дженнінгс Браян, Джонні Карсон, Уілла Катер, Генрі Фонда, Гарольд Ллойд, Малькольм Ікс, Джордж Бідл.